# Hormisda VI
Hormisda VI (em persa médio: 𐭠𐭥𐭧𐭥𐭬𐭦𐭣 foi um príncipe sassânida do século VII que ascendeu o trono do Império Sassânida durante as convulsões dos anos 630.

## Nome
O teônimo Hormisda é a versão latina do persa médio Hormisde (𐭠𐭥𐭧𐭥𐭬𐭦𐭣; Hormizd), Ormasde (Ōhrmazd), Hormosde / Ormosde ((H)ormozd), Ormusde (Ormozd) ou Oramasde (Ohramazd), o nome da divindade suprema no zoroastrismo, cujo nome avéstico era Aúra-Masda (Ahura-Mazdāh). Foi registrao em persa antigo como Auramasda (Auramazdā), em grego como Hormisdas (Ορμίσδας, Ormísdas), Hormisdes (Ορμίσδης, Ormísdēs), Horomazes (Ωρομάζης, Oromázēs) e Hormisdates (Ορμισδάτης, Ormisdátēs), em árabe era Hormuz (هرمز), em armênio como Oramasde (Օրամազդ; Oramazd) e Ormisde (Որմիզդ, Ormizd) e em georgiano era Urmisde (ურმიზდი, Urmizd).

## Vida
Hormisda foi proclamado rei em Nísibis pelas tropas do proeminente general sassânida e usurpador Sarbaro depois que seu filho, Sapor V, foi deposto por outro poderoso magnata, Farruque Hormisda, que elevou a princesa sassânida Azarmiducte ao trono em Ctesifonte. Hormisda foi um dos muitos pretendentes que se levantaram durante a guerra civil que se seguiu à derrubada e execução de seu avô Cosroes II (r. 590–628) em 628. Se manteve cerca de dois anos em Nísibis até ser derrubado pelas mesmas tropas que o haviam apoiado anteriormente. Isdigerdes III, outro neto de Cosroes, com o apoio dos nobres, conseguiu se tornar o único governo do império.